# Emma Luca
Emma Lukassen (Doetinchem), beter bekend onder haar artiestennaam Emma Luca, is een Nederlands zangeres. Ze won in 2024 de tweede editie van het Regio Songfestival.

## Biografie
Luca studeerde in 2020 af aan het ArtEZ Conservatorium in Arnhem. Een jaar later bracht ze haar eerste album getiteld Emma Luca uit. Samen met een vier- en een soms vijfkoppige band treedt ze op. Haar muziek componeert ze samen met haar vriend Wies Knipping. Haar vader is dialectmuzikant Ben Lukassen uit Ulft.
In 2024 werd Luca geselecteerd om voor Gelderland aan te treden op het Regio Songfestival 2024. In augustus werd uit drie door haar geschreven nummers het nummer Illusie gekozen als het nummer waarmee ze aan zou treden in het Theater aan het Vrijthof in Maastricht op 9 november 2024. In deze finale ontving Luca in totaal 193 punten van de vakjury's en thuisstemmers waardoor ze met de zegepalm aan de haal ging. Ze was de tweede winnaar van het Nederlandse liedjesfestijn nadat de Limburgse Emmy Ackermans reeds had gezegevierd in de eerste editie in 2023.

## Discografie

### Albums
- Emma Luca (2022)

### Singles
- Our hearts (2021)
- On my mind (2021)
- 2.0 (2021)
- Special something (2021)
- Out of my head (2022)
- Party on our own (2023)
- Time to heal (2024)
- Perfect crime (2024)
- Illusie (2024)
- Nu je niet meer op me wacht (2025)